# Begin the Beguine
Pour les articles homonymes, voir Begin et Biguine.
Clip vidéo
[vidéo] « Begin The Beguine - Artie Shaw (1938) », sur YouTube
[vidéo] « Begin The Beguine - Divine Biguine - Léo Marjane (1941) », sur YouTube
Begin the Beguine (commencer la biguine, en anglais) est un standard de jazz romantique de l'auteur-compositeur Cole Porter, créé en 1935 à l'Imperial Theatre de Broadway de Manhattan à New York, pour sa comédie musicale Jubilee (en). Sa reprise en 1938 par Artie Shaw avec son big band swing-jazz, chez Bluebird Records, devient le premier grand succès de son répertoire, n°1 des ventes Billboard aux États-Unis, vendu à plus de 6 millions d'exemplaires,,.

## Histoire
Le titre de cette chanson romantique fait référence à la biguine, danse antillaise du XIXe siècle de Martinique et de Guadeloupe, apparentée à la rumba, découverte par Cole Porter lors d'un séjour à Paris. Sa chanson est créée le 12 octobre 1935, sur scène, par Karen O'Kane (jouée par la chanteuse-comédienne June Knight), dans la production originale de sa comédie musicale Jubilee (en) de l'Imperial Theatre de Broadway de 1935 « Quand ils commencent la biguine, le son de la musique est si tendre, et rend la nuit si tropicale, je suis avec vous une fois de plus sous les étoiles, et sur la rive joue un orchestre... »

## Reprises et adaptation
Cette chanson est reprise et adaptée par de nombreux interprètes, parmi lesquels Joséphine Baker, The Andrews Sisters, Louis Prima, Benny Goodman, Glenn Miller, Ray Conniff, Bing Crosby, Léo Marjane (Divine Biguine en français, 1941), Frank Sinatra, Perry Como, Tom Jones, Sammy Davis, Jr., Caterina Valente, Django Reinhardt, Dizzy Gillespie, Charlie Parker (1952), Ella Fitzgerald (sur le premier album de sa série de Songbooks de grands compositeurs américains de 1956), Oscar Peterson, Eleanor Powell et Fred Astaire, Elvis Presley, Liberace, Julio Iglesias (1981), Pete Townshend (sur la réédition de 2006 de son album Who Came First), Viktor Lazlo (album Begin the Biguine), Art Tatum...

## Comédies musicales de Broadway
- 1935 : Jubilee (en), de Cole Porter, interprétée par June Knight.
- 1936 : Ziegfeld Follies, interprétée par Joséphine Baker[7].

## Cinéma, musique de film
- 1939 : Artie Shaw et son orchestre, court métrage musical de la Warner Bros.[8]
- 1940 : Broadway qui danse, de Norman Taurog, dansée par Fred Astaire et Eleanor Powell[9].
- 1943 : Liens éternels, de Frank Ryan, interprétée par Deanna Durbin.
- 1946 : Nuit et Jour, de Michael Curtiz (film biographique de Cole Porter).
- 1982 : Begin the Beguine, de José Luis Garci.
- 1991 : Les Aventures de Rocketeer, de Joe Johnston, interprétée par Melora Hardin[10].
- 1999 : Buena Vista Social Club, de Wim Wenders.
- 2002 : L'Amour, six pieds sous terre, de Nick Hurran.
- 2004 : De-Lovely, d'Irwin Winkler (film biographique de Cole Porter), interprétée par Sheryl Crow.
- 2008 : Australia, de Baz Luhrmann, avec Nicole Kidman.

## Quelques distinctions
- Standard de jazz
- Songs of the Century
- Great American Songbook
- Grammy Hall of Fame Award
- Registre national des enregistrements
- Liste des singles les plus vendus